# Acmispon denticulatus
Acmispon denticulatus là một loài thực vật có hoa trong họ Đậu. Loài này được (Drew) D.D.Sokoloff mô tả khoa học đầu tiên.